# Juan Delgado Baeza
Juan Antonio Delgado Baeza (Chillán, Chile, 5 de marzo de 1993) es un futbolista profesional chileno que se desempeña como extremo o lateral derecho y actualmente milita en Everton de la Primera División de Chile.  
Es internacional por la Selección de fútbol de Chile desde el año 2014.

## Trayectoria

### Colo-Colo
Delgado debutó en el primer equipo de Colo-Colo el 17 de abril de 2011 con tan sólo 17 años. El técnico por ese entonces, Américo Rubén Gallego lo hizo debutar en el empate 1-1 del clásico con Universidad Católica en la duodécima fecha del Apertura 2011. Ingresó a los 53' en reemplazo de Lucas Wilchez, y en la segunda pelota metió un centro, que pivoteó Diego Rubio y anotó Ezequiel Miralles.

#### Temporada 2013/14
Tiempo después, en 2013 y con la llegada del paraguayo Gustavo Benítez, se volvió a posicionar en el primer equipo. Pero fue sólo bajo el mando de Héctor Tapia, quien lo conoce desde las series menores, que Delgado encontró un lugar el la oncena estelar, dejando en la banca a Mauro Olivi. El 10 de noviembre de ese año jugando por el Apertura 2013, convierte su primer gol con la camiseta del "Cacique" frente al archirrival, Universidad de Chile, en el 3-2 del clásico del fútbol chileno, siendo figura de aquel partido.
El 23 de febrero de 2014 Delgado marco su primer gol en el Clausura 2014 en el triunfo de Colo Colo por 2-1 sobre Palestino, el 28 de febrero Delgado marco de cabeza en la victoria por 3-2 sobre Cobresal.
El 13 de abril Delgado fue titular en la victoria por 1-0 de Colo Colo a Santiago Wanderers con gol de Felipe Flores, este triunfo le valió la estrella 30 al popular, Juan salió al minuto 78 por Mauro Olivi.
En el Clausura 2014 Delgado jugó 14 encuentros, la mayoría de suplente y marcó dos goles, siendo un jugador de proyección a sus cortos 21 años.

#### Temporada 2014/15
Tras el traspaso de José Pedro Fuenzalida a Boca Juniors, Delgado obtendría un lugar como titular.
El 10 de agosto Delgado marco su primer gol en el Apertura 2014 en la derrota por 2-3 contra O'Higgins, el 24 de agosto Delgado marco en la goleada por 3-0 de Colo Colo sobre Barnechea, el 30 de agosto El formado en la casa alba marco su tercer en menos de 4 semanas, en la goleada por 4-0 de Colo Colo sobre Deportes Antofagasta.
El 19 de octubre Delgado fue titular en la victoria por 2-0 de los albos sobre la U en el clásico del fútbol chileno.
El 30 de noviembre Juanito marco su cuarto gol en el Apertura 2014 en la goleada del cacique 4-1 sobre Cobreloa.
Finalmente los albos terminarían terceros en el Apertura, detrás de Wanderers (2°) y la U (1°).
Delgado jugó todos los partidos del Apertura 2014 y anotó 4 goles, en la Copa Chile jugó un partido y no anotó, en 2014 Delgado jugó 32 partidos y anotó 6 goles.
El 4 de febrero Delgado anotaría su primer gol en el Clausura 2015 en la victoria por 3-1 de Colo-Colo sobre Unión Española, el 7 de febrero Juan anotó en la goleada del cacique por 4-1 sobre Barnechea.
El 18 de febrero Delgado hacia su debut en competiciones internacionales, ingresando al minuto 73 por Emiliano Vecchio en la victoria por 2-0 de Colo Colo sobre Atlético Mineiro por la Copa Libertadores 2015.
El 8 de marzo Delgado anotó en la goleada por 3-0 sobre Universidad de Concepción.
El 14 de marzo, en el clásico del fútbol chileno, Colo Colo vencería por 2-1 a la U con doblete de Esteban Paredes, Delgado ingreso en el entretiempo por Luis Pedro Figueroa.
Finalmente Colo Colo terminaría segundo en el Clausura 2015 detrás de Cobresal y en la Copa Libertadores de América Colo Colo terminaría tercero en su grupo.
En el Clausura 2015 Delgado jugaría 15 partidos y anotó 3 goles, por la Copa Libertadores 2015 Delgado jugó 4 partidos y no pudo anotar.

#### Temporada 2015/16
Con la llegada de Martín Rodríguez y Andrés Vilches a la delantera alba Delgado perdería terreno.
El 2 de agosto el jugador de 22 años en ese entonces anotó un doblete en la goleada de Colo Colo por 5-0 sobre Ñublense por la Copa Chile 2015.
El 30 de agosto Delgado anotó el único de Colo Colo en la victoria por 1-0 sobre Antofagasta.
El 4 de noviembre de 2015 Delgado anotó en la victoria por 2-1 sobre Unión Española en las semifinales Ida de la Copa Chile 2015.
El 2 de diciembre se jugaba la "final soñada" según muchos expertos e hinchas de ambos equipos, Colo Colo enfrentaba a la U por la final de la Copa Chile 2015, Delgado ingresaría al minuto 73 por Andrés Vilches, finalmente los albos empatarían 1-1 ante la U y en penales los azules serían más, Johnny Herrera marcaría el 5-3 final.
En el Apertura 2015 Colo Colo sería campeón, Delgado jugó solo 9 partidos y anotó 1 gol, por la Copa Chile Delgado jugó 8 encuentros y anotó 3 goles, en el 2015 Juan jugó 36 partidos, convirtiendo 7 goles.
Para el 2016 con la llegada de Martín Tonso al club las oportunidades para mostrarse para Delgado serían más escasas.
El 24 de febrero Delgado debutó en la segunda fecha de la Copa Libertadores 2016 ingresando al minuto 74 por Martín Rodríguez en el ajustado triunfo del cacique por 1-0 sobre Melgar en el Estadio Monumental, el 27 de febrero Delgado marcó un gol en victoria por 2-0 del cacique sobre San Luis.
El 20 de marzo se jugaba el clásico del fútbol chileno en un Estadio Nacional Colo Colo y la U empatarían en un aburrido 0-0, Delgado salió al minuto 76 por Rodríguez.
El 14 de abril en un partido clave, Colo Colo quedó eliminado de la Libertadores al empatar 0-0 con Independiente del Valle, Delgado entró al minuto 68 por Martín Tonso.
El 30 de abril en la última fecha del Clausura 2016 Colo Colo ganó ajustadamente por 2-1 sobre Wanderers, Delgado ingreso al minuto 88 por Esteban Pavez, y al minuto 93 anotó el gol de triunfo, lo festejo con el alma pero al final no sirvió, ya que a Colo Colo le faltó un punto para alcanzar a la Universidad Católica.
En el Clausura 2016 Delgado jugó 11 partidos y anotó 2 goles. por la Copa Libertadores jugó 5 partidos y no anotó.

### Gimnàstic de Tarragona
El 5 de agosto, Delgado firma un contrato por cuatro años con el club de la segunda división española Gimnàstic de Tarragona.

## Selección nacional

### Selecciones menores
El 12 de mayo de 2014, fue incluido en la nómina final de la selección chilena Sub-21 dirigida por el argentino Claudio Vivas, para disputar el Torneo Esperanzas de Toulon en Francia. En dicha competición la selección no logró ningún triunfo solo un empate y quedó eliminada en primera fase, quedando penúltimo del Grupo A.

#### Participaciones en Torneo Esperanzas de Toulon
| Torneo                              | Sede    | Resultado    | Partidos | Goles |
| ----------------------------------- | ------- | ------------ | -------- | ----- |
| Torneo Esperanzas de Toulon de 2014 | Francia | Primera fase | 4        | 1     |

### Selección absoluta
El 25 de agosto de 2014, fue convocado por primera vez a la Selección de fútbol de Chile dirigida por Jorge Sampaoli para enfrentar los amistosos ante México y la  Haití, donde marcó su primer gol oficial con la Roja.
Su debut por Chile se produjo el 6 de septiembre de 2014 frente a México, reemplazando a los 85 minutos a Alexis Sánchez en el empate 0-0. Tres días después, el 9 de septiembre, jugando en Fort Lauderdale, Florida anotó su primer gol por la Roja frente a Haití.

#### Partidos internacionales
Actualizado al 20 de junio de 2023.
| 1     | 6 de noviembre de 2014   | Levi's Stadium, Santa Clara, Estados Unidos                     | México     | 0-0 | Chile                |         | Amistoso                            |  |  |
| 2     | 9 de noviembre de 2014   | Lockhart Stadium, Fort Lauderdale, Estados Unidos               | Chile      | 1-0 | Haití                | Anotado | Amistoso                            |  |  |
| 3     | 10 de octubre de 2014    | Estadio Elías Figueroa Brander, Valparaíso, Chile               | Chile      | 3-0 | Perú                 |         | Amistoso                            |  |  |
| 4     | 14 de octubre de 2014    | Estadio Francisco Sánchez Rumoroso, Coquimbo, Chile             | Chile      | 2-2 | Bolivia              |         | Amistoso                            |  |  |
| 5     | 28 de enero de 2015      | Estadio El Teniente, Rancagua, Chile                            | Chile      | 3-2 | Estados Unidos       |         | Amistoso                            |  |  |
| 6     | 24 de septiembre de 2022 | RCDE Stadium, Cornellá y El Prat, España                        | Marruecos  | 2-0 | Chile                |         | Amistoso                            |  |  |
| 7     | 27 de septiembre de 2022 | Estadio Franz Horr, Viena, Austria                              | Catar      | 2-2 | Chile                |         | Amistoso                            |  |  |
| 8     | 16 de noviembre de 2022  | Estadio del Ejército Polaco, Varsovia, Polonia                  | Polonia    | 1-0 | Chile                |         | Amistoso                            |  |  |
| 9     | 20 de noviembre de 2022  | Tehelné pole, Bratislava, Eslovaquia                            | Eslovaquia | 0-0 | Chile                |         | Amistoso                            |  |  |
| 10    | 27 de marzo de 2023      | Estadio Monumental, Santiago, Chile                             | Chile      | 3-2 | Paraguay             |         | Amistoso                            |  |  |
| 11    | 11 de junio de 2023      | Estadio Ester Roa, Concepción, Chile                            | Chile      | 3-0 | Cuba                 |         | Amistoso                            |  |  |
| 12    | 16 de junio de 2023      | Estadio Sausalito, Viña del Mar, Chile                          | Chile      | 5-0 | República Dominicana |         | Amistoso                            |  |  |
| 13    | 20 de junio de 2023      | Estadio Ramón Aguilera Costas, Santa Cruz de la Sierra, Bolivia | Bolivia    | 0-0 | Chile                |         | Amistoso                            |  |  |
| 14    | 8 de septiembre de 2023  | Estadio Centenario, Montevideo, Uruguay                         | Uruguay    | 3-1 | Chile                |         | Clasificatorias a Norteamérica 2026 |  |  |
| 15    | 12 de septiembre de 2023 | Estadio Monumental, Santiago, Chile                             | Chile      | 0-0 | Colombia             |         | Clasificatorias a Norteamérica 2026 |  |  |
| Total | Total                    | Total                                                           | Presencias | 13  | Goles                | 1       |                                     |  |  |

| Selección chilena | Selección chilena | Selección chilena |
| Año               | Partidos          | Goles             |
| ----------------- | ----------------- | ----------------- |
| 2014              | 4                 | 1                 |
| 2015              | 1                 | 0                 |
| 2022              | 4                 | 0                 |
| 2023              | 6                 | 0                 |
| Total             | 15                | 1                 |

## Estadísticas

### Clubes
| Club                           | Div.          | Temporada     | Liga  | Liga  | Copas nacionales | Copas nacionales | Torneos internacionales | Torneos internacionales | Total | Total | Media goleadora |
| Club                           | Div.          | Temporada     | Part. | Goles | Part.            | Goles            | Part.                   | Goles                   | Part. | Goles | Media goleadora |
| ------------------------------ | ------------- | ------------- | ----- | ----- | ---------------- | ---------------- | ----------------------- | ----------------------- | ----- | ----- | --------------- |
| Colo-Colo · Chile              | 1.ª           | 2011          | 1     | 0     | —                | —                | —                       | —                       | 1     | 0     | 0.00            |
| Colo-Colo · Chile              | 1.ª           | 2012          | —     | —     | —                | —                | —                       | —                       | 0     | 0     | 0.00            |
| Colo-Colo · Chile              | 1.ª           | 2013          | —     | —     | —                | —                | —                       | —                       | 0     | 0     | 0.00            |
| Colo-Colo · Chile              | 1.ª           | 2013-14       | 23    | 3     | 4                | 1                | —                       | —                       | 27    | 4     | 0.15            |
| Colo-Colo · Chile              | 1.ª           | 2014-15       | 32    | 8     | 1                | 0                | 4                       | 0                       | 37    | 8     | 0.22            |
| Colo-Colo · Chile              | 1.ª           | 2015-16       | 20    | 3     | 8                | 3                | 5                       | 0                       | 33    | 6     | 0.18            |
| Colo-Colo · Chile              | Total club    | Total club    | 76    | 14    | 13               | 4                | 9                       | 0                       | 98    | 18    | 0.18            |
| Colo-Colo 'B' · Chile          | 3.ª           | 2012          | 21    | 4     | —                | —                | —                       | —                       | 21    | 4     | 0.19            |
| Colo-Colo 'B' · Chile          | 3.ª           | 2013          | 9     | 2     | —                | —                | —                       | —                       | 9     | 2     | 0.22            |
| Colo-Colo 'B' · Chile          | 3.ª           | 2013-14       | 4     | 3     | —                | —                | —                       | —                       | 4     | 3     | 0.75            |
| Colo-Colo 'B' · Chile          | Total club    | Total club    | 34    | 9     | 0                | 0                | 0                       | 0                       | 34    | 9     | 0.26            |
| Gimnàstic · España             | 2.ª           | 2016-17       | 24    | 4     | 3                | 0                | —                       | —                       | 27    | 4     | 0.15            |
| Gimnàstic · España             | 2.ª           | 2017-18       | 17    | 1     | 1                | 0                | —                       | —                       | 18    | 1     | 0.06            |
| Gimnàstic · España             | Total club    | Total club    | 41    | 5     | 4                | 0                | 0                       | 0                       | 45    | 5     | 0.11            |
| CD Tondela Portugal            | 1.ª           | 2017-18       | 11    | 1     | —                | —                | —                       | —                       | 11    | 1     | 0.09            |
| CD Tondela Portugal            | 1.ª           | 2018-19       | 33    | 6     | 5                | 2                | —                       | —                       | 38    | 8     | 0.21            |
| CD Tondela Portugal            | Total club    | Total club    | 44    | 7     | 5                | 2                | 0                       | 0                       | 49    | 9     | 0.18            |
| Necaxa · México                | 1.ª           | 2019-20       | 29    | 5     | —                | —                | —                       | —                       | 29    | 5     | 0.17            |
| Necaxa · México                | 1.ª           | 2020-21       | 29    | 2     | —                | —                | —                       | —                       | 29    | 2     | 0.07            |
| Necaxa · México                | Total club    | Total club    | 58    | 7     | 0                | 0                | 0                       | 0                       | 58    | 7     | 0.12            |
| Paços de Ferreira Portugal     | 1.ª           | 2021-22       | 31    | 2     | 5                | 0                | 4                       | 0                       | 40    | 2     | 0.05            |
| Paços de Ferreira Portugal     | 1.ª           | 2022-23       | 31    | 0     | 3                | 0                | —                       | —                       | 34    | 0     | 0.00            |
| Paços de Ferreira Portugal     | Total club    | Total club    | 62    | 2     | 8                | 0                | 4                       | 0                       | 74    | 2     | 0.03            |
| Sheffield Wednesday Inglaterra | 2.ª           | 2023-24       | 3     | 1     | 1                | 0                | —                       | —                       | 4     | 1     | 0.25            |
| Sheffield Wednesday Inglaterra | Total club    | Total club    | 3     | 1     | 1                | 0                | 0                       | 0                       | 4     | 1     | 0.25            |
| Total carrera                  | Total carrera | Total carrera | 318   | 45    | 31               | 6                | 13                      | 0                       | 362   | 51    | 0.14            |
| 1. 2. 3.                       |               |               |       |       |                  |                  |                         |                         |       |       |                 |

## Palmarés

### Campeonatos nacionales
| Título           | Club      | País  | Año    |
| ---------------- | --------- | ----- | ------ |
| Primera División | Colo-Colo | Chile | 2014-C |
| Primera División | Colo-Colo | Chile | 2015-A |

### Campeonatos internacionales amistosos
| Título             | Club             | País   | Año  |
| ------------------ | ---------------- | ------ | ---- |
| Torneo de Gradisca | Colo-Colo Sub-17 | Italia | 2010 |